# パークソン
パークソン・ホールディングス（Parkson Holdings Berhad、中国語: 百盛商業集團）は、マレーシアセランゴール州クランに本社を置く持株会社、および百貨店・パークソン（Parkson、中国語: 百盛）を運営する企業である。

## 概要

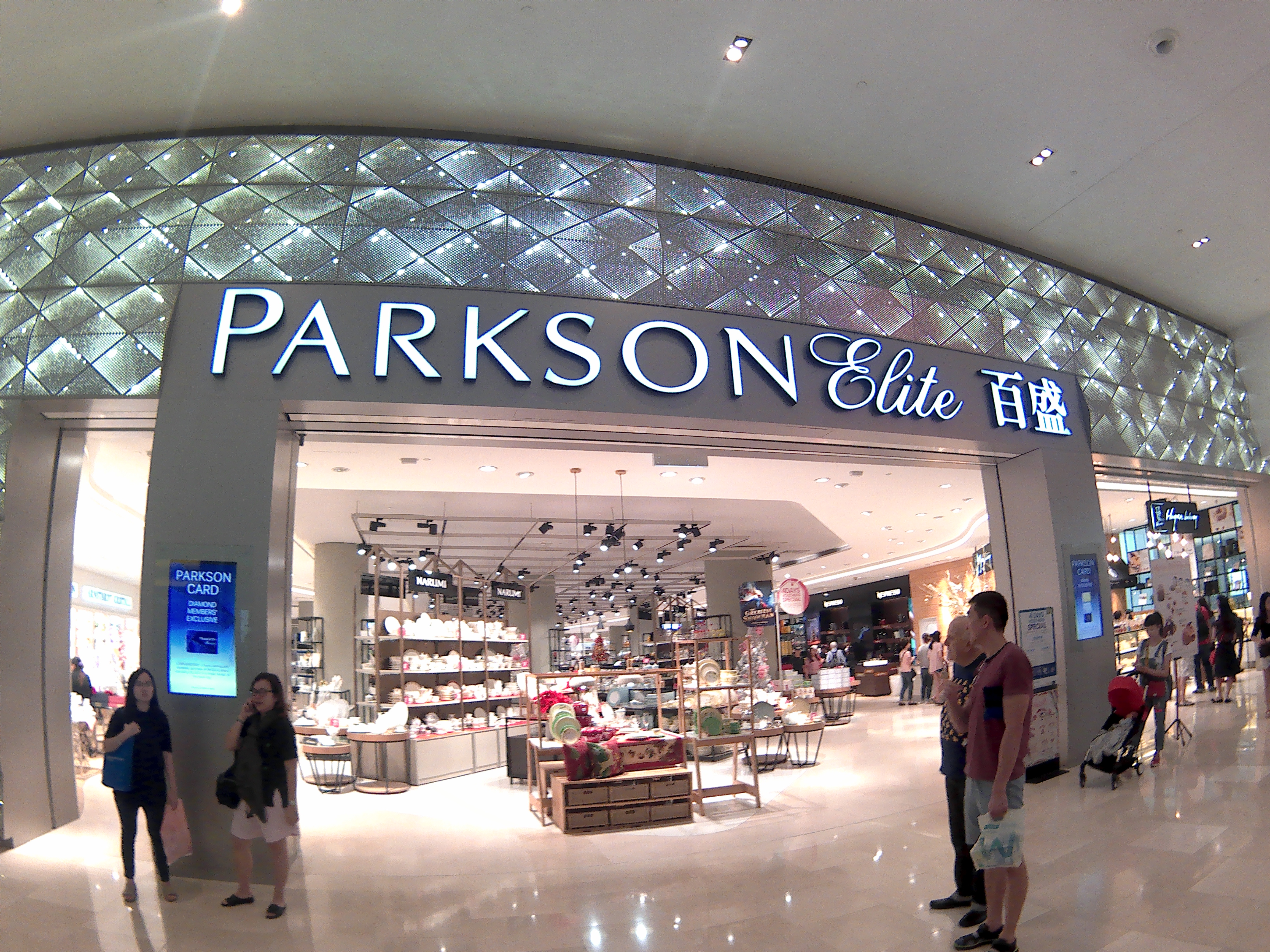
パビリオンクアラルンプールにある旗艦店、パークソンエリート

1987年、パークソンはスンガイ・ワン・プラザに1号店を開店した。その後は1994年に中国、2005年にベトナム、2011年にインドネシア、2013年にミャンマーにもそれぞれ事業を展開しており、アジアを代表する百貨店として比類のない評判を築いている。
パークソングループは、マレーシア証券取引所、香港証券取引所、シンガポール証券取引所にそれぞれ上場している。